# John Thompson (Pornoproduzent)
John Thompson, eigentlich Raymond Louis Bacharach (* 11. Mai 1945 in München) ist ein deutscher Produzent, Regisseur, ehemaliger Komponist (Romy Haag, SOKO ZDF, Spielfilm Orchideen des Wahnsinns) und Drehbuchautor von Pornofilmen in Berlin. 
Im Jahr 2005 erhielt Thompson den Eroticline Award für die beste Regie. Thompson erhielt mehrfach den VENUS Award. Seit 2011 firmiert John Thompson auch als „Berlin Media Art JT e.K.“ und dreht in Berlin. Im Februar 2010 wurde er vom Amtsgericht München für die Videoreihe „Sexbox“ wegen Herstellung und Verbreitung von Gewaltpornographie nach § 184a StGB zu einer Geldstrafe von 75.000 Euro verurteilt.